# Charles Juchereau de Saint-Denis
Charles Juchereau de Saint-Denis, sieur de Beaumarchais, né le 5 décembre 1655 dans la ville de Québec et mort le 27 août 1703 au pays des Illinois, est un entrepreneur, officier, conseiller du roi et lieutenant général de la prévôté de Montréal. 

## Biographie
Charles Juchereau de Saint-Denis ne sera que très brièvement sieur de Beaumarchais. Il obtient le 13 juillet 1689, de son oncle de Lauzon Charny, Jésuite à La Rochelle, la terre de Beaumarchais située dans la seigneurie de Beauport près de Québec. Cette terre était dévolue à de Lauzon-Charny par le décès de son neveu, Charles de Lauzon, fils de son frère, le grand sénéchal, officier royal de justice.  
Charles Juchereau de Saint-Denis était le frère aîné de l'explorateur de la Louisiane française, Louis Juchereau de Saint-Denis. Il est le petit-fils de Robert Giffard fondateur de la ville de Beauport près de Québec et l'oncle de Marie-Thérèse Pollet, la femme de Pierre Lemoyne d'Iberville, le gouverneur de la Louisiane.Son père, Nicolas Juchereau fut anobli par Louis XIV en 1692, pour des faits d'armes contre les Anglais lors du siège de Québec par Phipps en 1690. Il est capitaine des troupes franches de la Marine française.  
Charles Juchereau fut le premier lieutenant-général de la juridiction royale de la prévôté de Montréal englobant également l'île d'Orléans.
Le 21 avril 1692, Charles Juchereau épousa Thérèse-Denise Migeon, fille de Jean-Baptiste Migeon, premier juge royal de Montréal. À la mort de ce dernier, il fut recommandé pour ce poste qu'il obtint. Cette charge lui permit d'avoir connaissance du commerce de la fourrure au Canada.
Le 18 mai 1702, il quitta Montréal pour une expédition au pays des Illinois. Il passa par Michillimakinac et le pays des Renards et des Mascoutens et arriva au poste de Kaskaskia. Il fit édifier à l'embouchure de l'Ohio un premier fort qui laissera la place à un nouveau fort, une cinquantaine d'années plus tard, sous le nom de Fort Massiac. Charles Juchereau fonda une tannerie sur la rivière Ohio, alors appelée Ouabache, pour traiter les peaux de bisons qu'il commerçait avec les Amérindiens par autorisation royale. On la suppose entre les localités actuelles de Cairo et d'America, dans l'État de l'Illinois. Son emplacement n'a jamais été retrouvé. 
Charles Juchereau de Saint-Denis a probablement été emporté par une épidémie de malaria qui ravagea en 1703 ses alliés Mascoutens. Son lieu de sépulture est inconnu. Certains auteurs parlent d'affrontements entre les Français et des indigènes au sujet des fourrures.  Des survivants de son expédition rejoignirent Mobile alors capitale de la Louisiane.